# 神奈川県社会福祉士会
公益社団法人神奈川県社会福祉士会（こうえきしゃだんほうじんかながわけんしゃかいふくししかい、英称 Kanagawa Association of Certified Social Workers）は、神奈川県の社会福祉士を会員とする法人。

## 本部所在地
- 神奈川県横浜市神奈川区沢渡4-2 神奈川県社会福祉会館　３階

## 支部
- 横浜支部
  - 港北区ブロック連絡会、鶴見区ブロック連絡会、中部（神奈川区・西区・中区）ブロック連絡会、南部（南区・港南区・栄区・金沢区・磯子区・戸塚区）ブロック連絡会、西部（保土ヶ谷区・旭区・瀬谷区・泉区）ブロック連絡会、青葉区ブロック連絡会
- 川崎支部　（川崎市）
- 横須賀・三浦支部　（横須賀市、三浦市、逗子市、葉山町、鎌倉市）
- 湘南東支部　（藤沢市、茅ヶ崎市、寒川町）
- 湘南西支部　（平塚市、伊勢原市、秦野市、大磯町、二宮町）
- 相模原支部　（相模原市）
- 県央支部　（海老名市、大和市、座間市、綾瀬市、厚木市、愛川町、清川村）
- 西湘支部　（小田原市、南足柄市、箱根町、湯河原町、真鶴町、中井町、大井町、開成町、松田町、山北町）

## 委員会・事業部会
- 総務委員会
- 広報委員会
- 研修委員会
- ケアマネジメント委員会
- 資格取得支援委員会
- 倫理委員会
- 支部組織委員会
- 相談事業委員会
- 地域包括支援センター推進委員会
- 社会福祉士実習推進委員会
- 成年後見業務監督委員会
- 苦情解決委員会
- 成年後見・権利擁護事業部会「ぱあとなあ神奈川」
- 福祉サービス第三者評価事業部会